# Tornanádaska
Tornanádaska ist eine ungarische Gemeinde im Komitat Borsod-Abaúj-Zemplén.

## Geografische Lage
Tornanádaska liegt im Norden Ungarns, 62 km nördlich von Miskolc entfernt an der Hauptstraße 27. Nordöstlich des Ortes befindet sich ein Grenzübergang in die Slowakei. Der Ort liegt am nordöstlichen Rand des Nationalparks Aggtelek.
siehe auch: Ungarische Grenzübergänge in die Slowakei

## Sehenswürdigkeiten
- Das ehemals der Familie Hadik gehörende Schloss mit einem Park, der unter Naturschutz steht

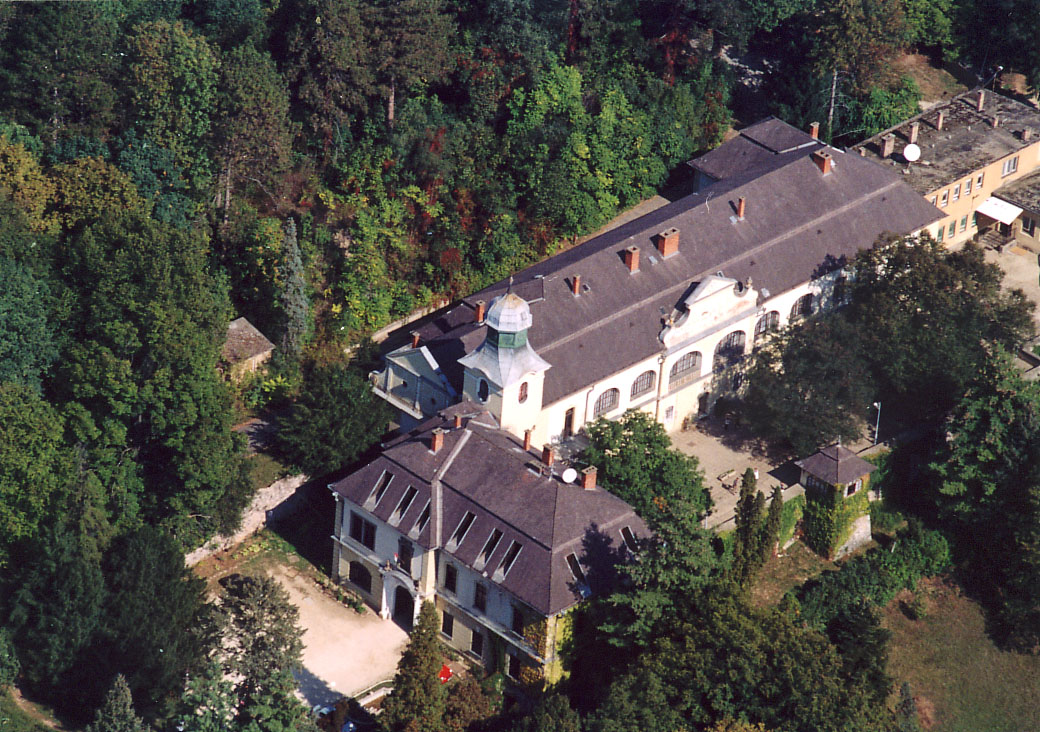
Luftbild des Schlosses von Tornanádaska

Römisch-katholische Kirche

- Römisch-katholische Kirche